# Марьяновка (Приазовский район)
Марья́новка (укр. Мар'янівка) — село,
Новоспасский сельский совет,
Приазовский район,
Запорожская область,
Украина.

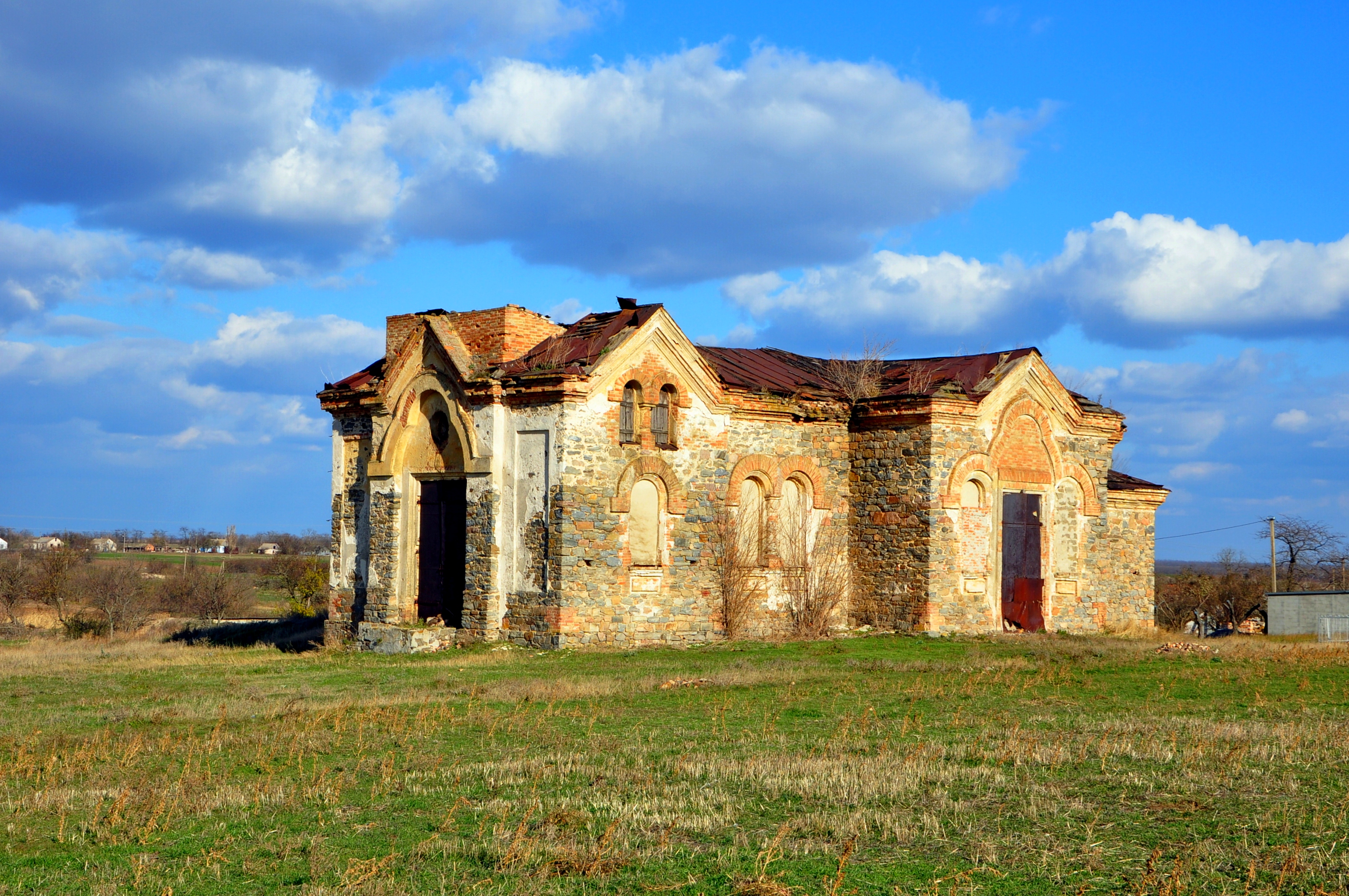
Старая церковь в Марьяновке

Код КОАТУУ — 2324584604. Население по переписи 2001 года составляло 315 человек.

## Географическое положение
Село Марьяновка находится на берегах реки Шовкай,
выше по течению примыкает село Новоспасское,
ниже по течению на расстоянии в 1,5 км расположено село Громовка.

## История
- 1863 год — дата основания.